# Вейнсборо (Джорджія)
Вейнсборо (англ. Waynesboro) — місто (англ. city) в США, в окрузі Берк штату Джорджія. Населення — 5799 осіб (2020).

## Географія
Вейнсборо розташоване за координатами 33°5′29″ пн. ш. 82°0′51″ зх. д. / 33.09139° пн. ш. 82.01417° зх. д. (33.091279, -82.014290).  За даними Бюро перепису населення США в 2010 році місто мало площу 14,17 км², з яких 14,03 км² — суходіл та 0,14 км² — водойми.

## Демографія
Згідно з переписом 2010 року, у місті мешкало 5766 осіб у 2085 домогосподарствах у складі 1442 родин. Густота населення становила 407 осіб/км².  Було 2317 помешкань (164/км²).
Расовий склад населення:
| - 70,7 % — чорних або афроамериканців - 26,4 % — білих - 0,4 % — азіатів - 0,1 % — вихідців з тихоокеанських островів - 1,2 % — осіб інших рас |

До двох чи більше рас належало 1,1 %. Частка іспаномовних становила 2,0 % від усіх жителів.
За віковим діапазоном населення розподілялося таким чином: 34,7 % — особи молодші 18 років, 53,9 % — особи у віці 18—64 років, 11,4 % — особи у віці 65 років та старші. Медіана віку мешканця становила 28,5 року. На 100 осіб жіночої статі у місті припадало 77,4 чоловіків;  на 100 жінок у віці від 18 років та старших — 66,7 чоловіків також старших 18 років.
Середній дохід на одне домашнє господарство  становив 36 132 долари США (медіана — 23 117), а середній дохід на одну сім'ю — 41 768 доларів (медіана — 28 877). Медіана доходів становила 46 471 долар для чоловіків та 29 022 долари для жінок. За межею бідності перебувало 41,2 % осіб, у тому числі 54,2 % дітей у віці до 18 років та 24,5 % осіб у віці 65 років та старших.
Цивільне працевлаштоване населення становило 1895 осіб. Основні галузі зайнятості: освіта, охорона здоров'я та соціальна допомога — 25,5 %, роздрібна торгівля — 16,2 %, виробництво — 12,3 %, науковці, спеціалісти, менеджери — 11,0 %.